# Coupe Intertoto
La Coupe Intertoto est une ancienne compétition de football. À l'origine, elle permet à des clubs non qualifiés pour une compétition européenne de participer à une coupe européenne, et doit son nom à la volonté des sociétés de pari sportif de proposer des matches sur lesquels parier durant l'été. De 1967 à 1994, l'UEFA interdit aux clubs qualifiés pour l'une de ses compétitions officielles d'y participer en même temps. La Coupe Intertoto est donc jouée l'été, avant le début des compétitions de l'UEFA. 
À partir de 1995, elle est organisée par l'UEFA et devient qualificative pour la Coupe de l'UEFA. L'intertoto est ouverte à des clubs européens qui participent grâce à leur position dans leurs championnats respectifs. Entre un et quatre clubs français la disputaient chaque année, généralement classés entre la cinquième et la onzième place de D1 en fonction des désistements. Victime de son impopularité et de son absence totale de prestige, la Coupe Intertoto est supprimée en 2008.

## Histoire
La Coupe Intertoto fut créée en 1967 par Ernst Thommen et Karl Rappan, comme successeur de l'International football cup, compétition qui s'est tenue entre les saisons 1961-1962 et 1966-1967, afin que les sociétés de paris européennes aient des matchs sur lesquels parier durant l'été. Le toto est le nom donné au loto sportif (ou loto foot) dans bon nombre de pays européens. On peut donc sommairement traduire « coupe intertoto » par « coupe entre/des lotos sportifs ». Cette identité est rappelée dans le logo de la compétition, qui reprend les cases que le parieur doit cocher : 1 (équipe jouant à domicile gagnante), X (match nul) ou 2 (équipe visiteuse gagnante).
Bien que l'UEFA ait été plutôt contre les paris, elle autorisa tout de même la tenue de cette compétition en interdisant cependant à toute équipe qualifiée pour l'une de ses compétitions officielles (C1, C2, C3 et Supercoupe de l'UEFA) de disputer en même temps des matchs de Coupe Intertoto. Pour cette raison, la Coupe Intertoto se déroulait pendant l'été, durant la phase de préparation pour la nouvelle saison et avant le début des compétitions de l'UEFA, et remplaçait généralement les matchs amicaux. À l'origine la Coupe Intertoto se limitait à une  simple « phase de groupes » pour ne pas empiéter sur les compétitions officielles. De ce fait, il y avait autant de vainqueurs que de groupes et donc pas de véritable vainqueur final de la Coupe.
En 1995, l'UEFA décide de reprendre l'organisation de la compétition à son compte et de la réorganiser complètement, tout en conservant le principe des vainqueurs multiples (au nombre de trois jusqu'en 2005) de Coupe Intertoto dont la récompense est désormais une qualification en Coupe UEFA.
Le 30 novembre 2007 le comité exécutif de l'UEFA décide de supprimer la Coupe Intertoto après l'édition 2008, et de par ailleurs réformer la Coupe UEFA, qui devient la Ligue Europa à partir de 2009.
Jusqu'en 2002, les vainqueurs multiples recevaient une petite coupe. Les vainqueurs des dernières éditions ensuite recevaient un plateau et les finalistes une médaille, ce qui n'était pas le cas précédemment.

## Format
Sous l'ère de l'UEFA, la première édition en 1995 a donné deux vainqueurs. De 1996 à 2005, la compétition comportait trois voies indépendantes et désignait donc trois vainqueurs (à l'issue de trois fois "deux demi-finales" puis trois "finales"). En 1996 et 1997, le premier tour se jouait en groupes sur matchs simples (tout comme lors des éditions précédentes), puis les vainqueurs de groupe disputaient demi-finales et finales en matchs aller-retour. De 1998 à 2005 la compétition se déroulait en matchs aller-retour à élimination directe sur cinq tours : le premier se déroulait avec les clubs des plus petites associations, les plus grands clubs entraient au deuxième ou au troisième tour, les quatrième et cinquième tours étaient respectivement les « demi-finales » et « finales ». Les trois vainqueurs en finale étaient qualifiés pour le premier tour de la Coupe UEFA. De 2006 à 2008, chaque association avait une place en coupe Intertoto et il n'y avait plus que trois tours; les onze équipes gagnantes étaient qualifiées pour le deuxième tour préliminaire de la Coupe UEFA. Un vainqueur final (unique cette fois) de la Coupe Intertoto était désigné en fonction du parcours des clubs concernés en Coupe UEFA : le club qui allait le plus loin en Coupe UEFA remportait la Coupe Intertoto.

## Palmarès

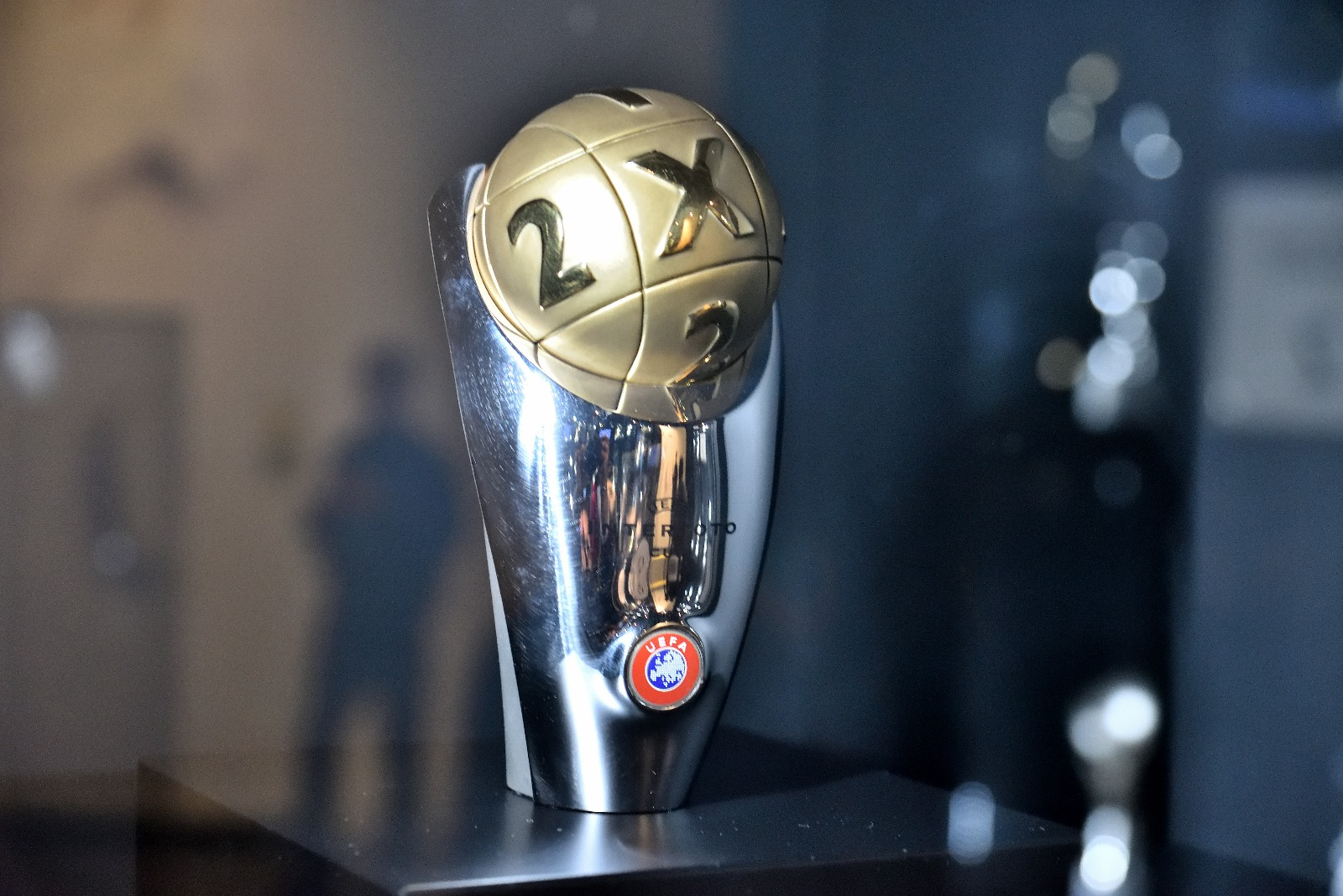
Le trophée officiel dans le musée de la Juventus.

La particularité de la Coupe Intertoto est que celle-ci désigne des vainqueurs multiples. De 1967 à 1994, la compétition se jouant en groupes indépendants sans autres tours supplémentaires ensuite, il y a autant de vainqueurs que de groupes (au nombre de huit, dix ou autre suivant les années). En 1995, la compétition propose un tableau à élimination directe après la phase de groupes, mais qui s'arrête au stade des demi-finales, sacrant donc deux vainqueurs. De 1996 à 2005, la Coupe Intertoto comporte trois voies indépendantes et récompense par conséquent à la fin de la compétition trois vainqueurs.
À noter qu'en 1996, les Girondins de Bordeaux ont réussi l'exploit d'atteindre la finale de la Coupe de l'UEFA après s'être qualifiés par le biais de la coupe Intertoto.
- Note : le palmarès de la période 1967 - 1994 n'est pas mentionné dans cet article

| Saison | Vainqueurs            | Vainqueurs            | Vainqueurs             | Vainqueurs      |
| ------ | --------------------- | --------------------- | ---------------------- | --------------- |
| 1995   | Girondins de Bordeaux | Girondins de Bordeaux | RC Strasbourg          |                 |
| 1996   | Karlsruher SC         | Karlsruher SC         | EA Guingamp            | Silkeborg IF    |
| 1997   | Olympique lyonnais    | Olympique lyonnais    | SC Bastia              | AJ Auxerre      |
| 1998   | Bologne FC            | Bologne FC            | Valence CF             | Werder Brême    |
| 1999   | Juventus FC           | Juventus FC           | Montpellier HSC        | West Ham United |
| 2000   | Celta Vigo            | Celta Vigo            | VfB Stuttgart          | Udinese Calcio  |
| 2001   | Paris Saint-Germain   | Paris Saint-Germain   | ES Troyes AC           | Aston Villa     |
| 2002   | Fulham FC             | Fulham FC             | Málaga CF              | VfB Stuttgart   |
| 2003   | Schalke 04            | Schalke 04            | Villarreal CF          | Pérouse Calcio  |
| 2004   | Schalke 04            | Schalke 04            | Villarreal CF          | Lille OSC       |
| 2005   | RC Lens               | RC Lens               | Olympique de Marseille | Hambourg SV     |

Les éditions de 2006 à 2008 recensent 11 gagnants. Parmi ceux-ci, l'équipe ayant ensuite réalisé le meilleur parcours en coupe de l’UEFA est désignée  « grand vainqueur » de la Coupe Intertoto, (mentionné en gras dans le tableau qui suit).
| Saison | Vainqueurs       | Vainqueurs      | Vainqueurs           | Vainqueurs    | Vainqueurs             | Vainqueurs     |
| ------ | ---------------- | --------------- | -------------------- | ------------- | ---------------------- | -------------- |
| 2006   | Newcastle United | AJ Auxerre      | Grasshopper Zurich   | OB Odense     | Olympique de Marseille | Hertha BSC     |
| 2006   | Newcastle United | Kayserispor     | Ethnikos Achna       | FC Twente     | SV Ried                | NK Maribor     |
| 2007   | Hambourg SV      | Atlético Madrid | Aalborg BK           | UC Sampdoria  | Blackburn Rovers       | RC Lens        |
| 2007   | Hambourg SV      | UD Leiria       | Rapid Vienne         | Hammarby IF   | Oţelul Galaţi          | Tobol Kostanaï |
| 2008   | SC Braga         | Aston Villa     | Deportivo La Corogne | VfB Stuttgart | Rosenborg BK           | SSC Naples     |
| 2008   | SC Braga         | Stade rennais   | FC Vaslui            | IF Elfsborg   | Grasshopper Zurich     | Sturm Graz     |

## Bilans (période 1995 - 2008)

### Bilan par pays
| Pays       | Victoires | Finalistes |
| ---------- | --------- | ---------- |
| France     | 12        | 5          |
| Allemagne  | 8         | 4          |
| Espagne    | 5         | 4          |
| Italie     | 4         | 2          |
| Angleterre | 4         | 1          |
| Portugal   | 1         | 1          |
| Danemark   | 1         | 0          |

### Bilan par club
| Club                   | Victoires |
| ---------------------- | --------- |
| Hambourg SV            | 2         |
| Schalke 04             | 2         |
| VfB Stuttgart          | 2         |
| Villarreal CF          | 2         |
| Karlsruher SC          | 1         |
| Werder Brême           | 1         |
| Aston Villa            | 1         |
| Fulham FC              | 1         |
| Newcastle United       | 1         |
| West Ham United        | 1         |
| SC Braga               | 1         |
| Silkeborg IF           | 1         |
| Celta Vigo             | 1         |
| Málaga CF              | 1         |
| Valence CF             | 1         |
| AJ Auxerre             | 1         |
| EA Guingamp            | 1         |
| ES Troyes AC           | 1         |
| Girondins de Bordeaux  | 1         |
| Lille OSC              | 1         |
| Montpellier HSC        | 1         |
| Olympique lyonnais     | 1         |
| Olympique de Marseille | 1         |
| Paris Saint-Germain    | 1         |
| RC Lens                | 1         |
| RC Strasbourg          | 1         |
| SC Bastia              | 1         |
| Bologne FC             | 1         |
| Juventus FC            | 1         |
| Pérouse Calcio         | 1         |
| Udinese Calcio         | 1         |

1. 1 2  Ne sont pas comptabilisés les covainqueurs des éditions 2006 à 2008 pour lesquelles un vainqueur unique a été désigné.